# Borzęcin
Borzęcin es un pueblo situado en el condado de Brzesko, a su vez parte del voivodato de Pequeña Polonia, en el sur de Polonia del sur. Es la sede del distrito administrativo (gmina) homónimo. Se encuentra a unos 14 km al nordeste de Brzesko y a 55 km al este de la capital regional, Cracovia. Está bañado por el río Uszwica y se divide en dos sołectwos (un tipo de subdivisión rural): Borzęcin Górny («de Arriba») y Borzęcin Dolny («de Abajo»). En la actualidad, tiene una población de aproximadamente 3700 habitantes.
El pueblo es mencionado por primera vez en un documento histórico en 1475 por el cronista polaco Jan Długosz en su Liber beneficiorum, un registro de las propiedades eclesiásticas para propósitos fiscales. Según Długosz, el pueblo fue fundado en un terreno despoblado en 1364 por el Obispo de Cracovia, Bodzanta Jankowski, y nombrado «Bodzantin» en su honor. El nombre derivó al actual cuando las autoridades austriacas registraron la localidad como «Borzecin» durante las particiones de Polonia. La fundación del pueblo se basó en el derecho de Magdeburgo. Todos los pobladores eran de origen eslavo, y cada uno recibió una extensión de tierra de un łan, o unas 25 hectáreas. Posteriormente, llegaron nuevos colonos provenientes de Alemania y Silesia. Según registros fiscales de 1536, figuraban 87 habitantes varones, y está atestiguada la existencia de una iglesia local en 1596. Hasta 1782, el pueblo perteneció al obispado de Cracovia.
Borzęcin fue saqueado por las tropas suecas y transilvanas durante el periodo de la historia polaca conocido como «el Diluvio». Tras la primera partición de Polonia en 1772, pasó a formar parte de la partición austriaca. En los años 1830, el pueblo perdió una sexta parte de su población debido a una epidemia de cólera, una fuerte inundación y una hambruna. Los últimos siervos fueron manumitidos en 1848.
Durante la Segunda Guerra Mundial, 143 habitantes del pueblo fueron asesinados, incluidos 64 en campos de concentración nazis, de los que 43 eran judíos. Además de esto, los alemanes asesinaron a 28 gitanos de una comunidad en el propio Borzęcin Dolny y a varios centenares más en el cercano pueblo de Szczurowa en la conocida como masacre de Szczurowa.
Borzęcin es el pueblo natal del dramaturgo polaco Sławomir Mrożek.